# Французька жестова мова
Французька жестова мова (LSF, фр. langue des signes française) — жестова мова однойменної родини, що використовується глухими Франції та інших країн. Має від 50 000 до 100 000 носіїв.
Від французької жестової мови, ймовірно, походять (або зазнали її сильного впливу) нідерландська, російська жестова мова, амслен, українська, ірландська, квебекська та інші жестові мови.

## Історія
Французьку жестову мову часто неправильно називають твором Шарля-Мішеля де л'Епе, однак він виявив уже існуючу старофранцузьку жестову мову, зайшовши в будинок, де жили дві глухі сестри. Він був вражений тим, наскільки проробленою була система спілкування жестами, і почав вивчати її.
Через деякий час він заснував школу для глухих, розробивши систему «методичних жестів» для навчання своїх студентів письму та читанню. Шарль-Мішель публічно демонстрував свою систему, привертаючи увагу педагогів усіх європейських країн. Він також популяризував ідею про те, що глухі можуть навчатися.
Мова, створена Шарлем-Мішелем, включала жести, з якими його ознайомили глухі, та граматичні категорії, придумані ним. Отримана система була надто складна, наприклад, поняття «незрозумілий» виражалося п'ятьма жестами — «зовнішній» «розуміти» «можливість» «прикметник» «немає» — тоді як в природній мові використовується комбінація «розуміти» «не».
Епе не створював французьку жестову мову, але зіграв вирішальну роль в суперечці «чи потрібне глухим усне мовлення», довівши, що вони можуть думати і не використовуючи звукові слова. Крім того, він прискорив розвиток мови, зібравши безліч носіїв у своїй школі.
До кінця XIX століття мова процвітала. Однак прихильники навчання глухих тільки усного мовлення («оралісти») в дебатах на Другому міжнародному конгресі з питань освіти глухих 1880 року прийшли до висновку, що жестова мова є лише перешкодою для навчання дітей мови. Французька жестова мова була повністю заборонена в школах.
Положення жестової мови змінилося тільки в кінці 1970-х, коли співтовариство глухих почало активно виступати за двомовне навчання. У 1991 році національна асамблея прийняла закон Фабюса, дозволивши викладання французькою жестовою мовою. У 2004 році був прийнятий ще один закон, згідно з яким французька жестова мова отримала статус повноцінної мови.